# Freeport (Nowa Szkocja)
Freeport (do 1865 Lower Cove) – wieś (village) w kanadyjskiej prowincji Nowa Szkocja, w hrabstwie Digby, na południowym krańcu wyspy Long Island, nad cieśniną Grand Passage, miejscowość spisowa (designated place). Według spisu powszechnego z 2016 obszar miejscowości spisowej to: 7,59 km², a zamieszkiwało wówczas ten obszar 223 osoby (gęstość zaludnienia 29,4 os./km²).
Miejscowość, która pierwotnie nosiła miano Lower Cove ze względu na położenie geograficzne na wyspie (w dolnym jej krańcu), w 1865 przyjęła współcześnie używaną nazwę pochodzącą od miasta Freeport w amerykańskim stanie Maine, z którym utrzymywano ożywione kontakty.